# Великое (озеро, Плесецкий район)
Великое — пресноводное озеро на территории Ундозерского сельского поселения Плесецкого района Архангельской области.

## Общие сведения
Площадь озера — 1,8 км². Располагается на высоте 131,0 метров над уровнем моря.
Форма озера продолговатая: оно почти на четыре километра вытянуто с юго-запада на северо-восток. Берега каменисто-песчаные, преимущественно заболоченные.
Из юго-западной оконечности озера берёт начало река Корза, впадающая в реку Нетому, приток Водлы, впадающей, в свою очередь, в Онежское озеро.
По центру озера расположен один относительно крупный (по масштабам водоёма) остров без названия.
Населённые пункты и автодороги вблизи водоёма отсутствуют.
Код объекта в государственном водном реестре — 01040100411102000019342.